# Vyšča Liha 1993-1994
La Vyšča Liha 1993-1994 è stata la 3ª edizione della massima serie del campionato ucraino di calcio. La stagione è iniziata l'8 agosto 1993 ed è terminata il 19 giugno 1994.

## Stagione

### Novità
Al termine della precedente stagione, non vi è stata alcuna retrocessione in Perša Liha. Da quest'ultima, sono salite Nyva Vinnycja e Temp Šepetivka.

### Formula
Le diciotto squadre si affrontano due volte, per un totale di trentaquattro giornate. La vincitrice del torneo, parteciperà alla Coppa dei Campioni 1994-1995, mentre la seconda classificata alla Coppa UEFA 1994-1995.
Le ultime due classificate retrocedono in Perša Liha.

## Classifica finale
|                    | Pos. | Squadra             | Pt | G  | V  | N  | P  | GF | GS | DR  |
| ------------------ | ---- | ------------------- | -- | -- | -- | -- | -- | -- | -- | --- |
| Ucraina (bandiera) | 1.   | Dinamo Kiev         | 56 | 34 | 26 | 10 | 1  | 61 | 21 | +40 |
|                    | 2.   | Šachtar             | 49 | 34 | 20 | 9  | 5  | 64 | 32 | +32 |
|                    | 3.   | Čornomorec'         | 49 | 34 | 20 | 9  | 5  | 64 | 32 | +32 |
|                    | 4.   | Dnipro              | 41 | 34 | 16 | 9  | 9  | 53 | 35 | +18 |
|                    | 5.   | Karpaty             | 40 | 34 | 16 | 8  | 10 | 37 | 30 | +7  |
|                    | 6.   | Kryvbas             | 36 | 34 | 14 | 8  | 12 | 26 | 26 | 0   |
|                    | 7.   | Nyva Ternopil'      | 36 | 34 | 13 | 10 | 11 | 44 | 26 | +18 |
|                    | 8.   | Tavrija             | 34 | 34 | 12 | 10 | 12 | 41 | 34 | +7  |
|                    | 9.   | Temp Šepetivka      | 32 | 34 | 12 | 8  | 14 | 39 | 38 | +1  |
|                    | 10.  | Nyva Vinnycja       | 32 | 34 | 12 | 8  | 14 | 37 | 45 | -8  |
|                    | 11.  | Volyn'              | 32 | 34 | 10 | 12 | 12 | 27 | 30 | -3  |
|                    | 12.  | Veres Rivne         | 32 | 34 | 10 | 12 | 12 | 32 | 36 | -4  |
|                    | 13.  | Torpedo Zaporižžja  | 28 | 34 | 9  | 10 | 15 | 27 | 39 | -12 |
|                    | 14.  | Zorja               | 26 | 34 | 10 | 6  | 18 | 24 | 46 | -22 |
|                    | 15.  | Kremin' Kremenčuk   | 26 | 34 | 9  | 8  | 17 | 26 | 39 | -13 |
|                    | 16.  | Metalurh Zaporižžja | 24 | 34 | 9  | 6  | 19 | 26 | 49 | -23 |
|                    | 17.  | Bukovyna Černivci   | 20 | 34 | 7  | 6  | 21 | 25 | 51 | -26 |
|                    | 18.  | Metalist            | 20 | 34 | 6  | 8  | 20 | 22 | 63 | -41 |

Legenda:
      Campione di Ucraina e ammessa alla Coppa dei campioni 1994-1995
      Ammessa alla Coppa UEFA 1994-1995
      Ammessa alla Coppa delle Coppe 1994-1995
      Retrocessa in Perša Liha 1994-1995
Note:
Due punti a vittoria, uno a pareggio, zero a sconfitta.